# Автомагистраль D6 (Чехия)
Автомагистраль D6 (чеш. Dálnice D6) (до 31.12.2015 Скоростная дорога R6 (чеш. Rychlostní silnice R6)) — строящаяся чешская автомагистраль, соединяющая Прагу с Карловарским краем. Часть европейского маршрута E 48. Участок дороги Карловы Вары — Хеб также является частью европейского маршрутов E 49.

## История
Строительство дороги началось в 1980-е годы участками Качице — Нове-Страшеци и Каменне-Жегровице — Качице. В последующие годы строились участки в сторону Праги, последний из которых был завершен в 2008 году.
Параллельно, в 1999—2012 гг. была построена часть дороги Енишов — Хеб, присоединенная к построенной в 1990-е объездной Хеба с западного конца и к проезду через Карловы Вары с восточного.
В ноябре 2015 года был открыт участок Лубенец-Бошов.. В 2021 к нему была присоединена объездная дорога города Лубенец.
С 1 января 2016 года скоростная дорога R6, как и большинство других бывших скоростных дорог, стала автомагистралью D6.

## Маршрут

### Участки
| Маршрут                                             | Длина    | Начало строительства | Ввод в эксплуатацию |
| --------------------------------------------------- | -------- | -------------------- | ------------------- |
| Прага — Павлов                                      | 10,43 км | март 2005            | декабрь 2008        |
| Павлов — Велка-Добра                                | 5,7 км   | 1999                 | 2000-2002           |
| Велка-Добра — Каменне-Жегровице                     | 6,2 км   | ноябрь 1988          | октябрь 1994        |
| Каменне-Жегровице — Качице                          | 3,3 км   | октябрь 1982         | 1987-1988           |
| Качице — Нове-Страшеци                              | 6,5 км   | ноябрь 1984          | 1985                |
| Нове-Страшеци — Ржевничов                           | 5,55 км  | декабрь 2017         | ноябрь 2020         |
| Ржевничов — объездная дорога                        | 4,2 км   | декабрь 2017         | ноябрь 2020         |
| Крупа (район Равковник) — переделка существ. дороги | 6,45 км  | март 2022            | планируется в 2024  |
| Горжеседлы — переделка существ. дороги              | 9,2 км   | февраль 2023         | планируется в 2025  |
| Горжовички — объездная дорога                       | 5,19 км  | март 2023            | планируется в 2025  |
| Петроград — Лубенец                                 | 8,77 км  | планируется в 2023   | планируется в 2026  |
| Лубенец — объездная дорога                          | 8,2 км   | март 2018            | август 2021         |
| Лубенец — Бошов                                     | 4,12 км  | май 2010             | ноябрь 2015         |
| Бошов — Книнице                                     | 7,9 км   | планируется в 2024   | планируется в 2027  |
| Книнице — Жалманов                                  | 6,95 км  | планируется в 2024   | планируется в 2027  |
| Жалманов — Ольшова Врата                            | 7,34 км  | планируется в 2025   | планируется в 2027  |
| Ольшова Врата — Карловы Вары                        | 8,02 км  | планируется в 2025   | планируется в 2027  |
| проезд через Карловы Вары, 1-й этап                 | 3,73 км  | сентябрь 1990        | 1992                |
| проезд через Карловы Вары, 2-й этап                 | 5,24 км  | сентябрь 2004        | ноябрь 2006         |
| Енишов — Нове-Седло                                 | 4,44 км  | февраль 2008         | август 2010         |
| Нове-Седло — Соколов                                | 7,48 км  | апрель 2009          | апрель 2012         |
| Соколов — Тисова                                    | 5,39 км  | октябрь 2008         | апрель 2011         |
| Тисова — Каменный Двур                              | 7,54 км  | август 2006          | июнь 2010           |
| Каменный Двур — Хеб                                 | 4,43 км  | ноябрь 2001          | ноябрь 2003         |
| Северный объезд Хеба, 2-й этап                      | 7,05 км  | апрель 1997          | октябрь 1999        |
| Северный объезд Хеба, 1-й этап                      | 8,9 км   | ноябрь 1993          | сентябрь 1996       |

| Легенда            |
| ------------------ |
| В эксплуатации     |
| Проект             |
| Строящийся участок |